# Niepowstrzymany
Niepowstrzymany (ang. Unstoppable) – amerykański thriller, film akcji z 2010 w reżyserii Tony’ego Scotta, z Denzelem Washingtonem i Chrisem Pinem w rolach głównych. Film zrealizowano na podstawie autentycznych wydarzeń, które rozegrały się 15 maja 2001 roku w Ohio. Był to ostatni film wyreżyserowany przez Tony’ego Scotta (popełnił samobójstwo w 2012 roku).

## Fabuła
Pociąg AWVR 777 wymknął się spod kontroli i jedzie sam po torach południowej Pensylwanii. W blisko kilometrowym składzie jest m.in. kilka wagonów z wybuchową i łatwopalną substancją. Wykolejenie pociągnęłoby za sobą katastrofę, która mogłaby spowodować znaczne zniszczenia w centrum kilkutysięcznego miasteczka, przez które przebiega newralgiczny fragment trasy - zakręt o promieniu, którego jadący z pełną szybkością pociąg nie pokona. Doświadczony maszynista Frank Barnes wraz z młodym kierownikiem pociągu Willem Colsonem, podejmują próbę dogonienia składu i zatrzymania go za pomocą hamulców prowadzonej przez nich lokomotywy.

## Obsada
- Denzel Washington – Frank Barnes
- Chris Pine – Will Colson
- Rosario Dawson – Connie Hooper
- Kevin Dunn – Galvin
- Jessy Schram – Darcy Colson
- Michael Shatzer – Tony
- Elizabeth Mathis – Nicole
- Ethan Suplee – Dewey
- Kevin Chapman – Bunny
- David Warshofsky – Jud
- Jeff Wincott – Jesse Colson
- Meagan Tandy – Maya
- Kevin McClatchy – Hoffman
- Charles Van Eman – golfista